# Емерсон Перейра да Сілва
Емерсон Перейра да Сілва (порт. Emerson Pereira da Silva, нар. 21 серпня 1973, Сан-Паулу) — бразильський футболіст, що грав на позиції півзахисника.

## Клубна кар'єра
У дорослому футболі дебютував 1993 року виступами за «Сан-Паулу», в якому провів два сезони, після чого перейшов у чилійське «Коло-Коло». У команді із Сантьяго Емерсон Перейра провів свої найкращі роки, здобувши три чемпіонства і один національний кубок, а на міжнародній арені двічі доходив із клубом до півфіналу Суперкубка Лібертадорес (1996 та 1997) та один раз — Кубка Лібертадорес у 1997 році.
1998 року відправився до Європи, але заграти у італійській «Перуджі» не зумів і наступного року повернувся до «Коло-Коло», а в подальшому грав на батьківщині за «Корінтіанс», «Ботафогу Сан-Паулу» та «Жувентуде».
Завершував ігрову кар'єру за кордоном, виступаючи за чилійський «Уніон Еспаньйола» та мексиканський «Монтеррей».

## Виступи за збірну
Залучався до складу молодіжної збірної Бразилії, з якою став переможцем молодіжного чемпіонату Південної Америки 1992 року в Колумбії та молодіжного чемпіонату світу 1993 року в Австралії.

## Досягнення

### Гравець
- Чемпіон світу (U-20): 1993
- Чемпіон Південної Америки (U-20): 1992
- Чемпіон Чилі (3): 1996, 1997 К, 1998
- Володар Кубка Чилі (1): 1996

### Тренер
- Володар Кубка Таїланду: 2020-21